# Scott Eastwood
Scott Eastwood, nato Scott Clinton Reeves (Carmel-by-the-Sea, 21 marzo 1986), è un attore statunitense.

## Biografia
Figlio di Clint Eastwood e Jacelyn Reeves, nonché fratello maggiore di Kathryn Reeves-Eastwood (nata il 2 febbraio 1988), vive a San Diego. Ha un fratello e cinque sorelle da parte del padre. Prima di intraprendere la carriera di attore ha lavorato come barista, operaio edile e parcheggiatore.
Agli inizi della sua carriera, durante i provini usava il cognome della madre, Reeves, per evitare accuse di nepotismo. Inizia la sua carriera di attore ottenendo piccoli ruoli nei film diretti dal padre, come Flags of Our Fathers, Gran Torino e Invictus - L'invincibile. Nel 2014 è nel cast del film di guerra Fury, nella parte del Sergente Miles. La pellicola, diretta da David Ayer, è ambientata durante la seconda guerra mondiale; narra la storia del sergente Don Collier che, insieme alla sua squadra di soldati e ad un carro armato Sherman, compie una difficile missione oltre le linee nemiche. Inoltre prende parte al provino del film American Sniper, ma viene scartato dal padre, regista della pellicola.
Ha rifiutato la parte di Christian Grey nel film Cinquanta sfumature di grigio perché "richiedeva una piena nudità frontale; inoltre c'erano altre cose del personaggio che non erano nelle mie corde". Sembra tuttavia che sia stato lo stesso Clint Eastwood a dissuadere il figlio dal prendere parte a quel film, reputandolo una porcheria. Nel 2013 partecipa al film Non aprite quella porta 3D. Nella primavera del 2015 è protagonista della pellicola La risposta è nelle stelle, omonimo romanzo di Nicholas Sparks. Ha recitato in Suicide Squad nei panni del Tenente GQ Edwards.
Nel 2017 è nel cast di Fast & Furious 8, ottavo capitolo della saga Fast and Furious, dove recita accanto a Vin Diesel e Charlize Theron. Inoltre viene scelto come testimonial della BMW serie 5. Sempre nello stesso anno è protagonista dell'action movie Overdrive, diretto da Antonio Negret, dove insieme a Freddie Thorp interpreta un ladro di auto d'epoca ricercato in tutta Europa.

## Vita privata
Nel 2016, in un'intervista, ha dichiarato di aver perso due anni prima la fidanzata a causa di un incidente stradale.

## Filmografia

### Cinema
- Flags of Our Fathers, regia di Clint Eastwood (2006)
- Pride, regia di Sunu Gonera (2007)
- Player 5150, regia di David Michael O'Neill (2008)
- Gran Torino, regia di Clint Eastwood (2008)
- Shannon's Rainbow, regia di Frank E. Johnson (2009)
- Invictus - L'invincibile (Invictus), regia di Clint Eastwood (2009)
- Thule, regia di Robert Scott Wildes - cortometraggio (2010)
- The Lion of Judah, regia di Deryck Broom e Roger Hawkins (2011) - voce
- Enter Nowhere, regia di Jack Heller (2011)
- The Forger, regia di Lawrence Roeck (2012)
- Di nuovo in gioco (Trouble with the Curve), regia di Robert Lorenz (2012)
- Non aprite quella porta 3D (The Texas Chainsaw Massacre 3D), regia di John Lussenhop (2013)
- Fury, regia di David Ayer (2014)
- Dawn Patrol, regia di Daniel Petrie Jr. (2014)
- The perfect wave, regia di Bruce Macdonald (2014)
- La risposta è nelle stelle (The Longest Ride), regia di George Tillman Jr. (2015)
- Diablo, regia di Lawrence Roeck (2015)
- La legge dei Narcos (Mercury Plains), regia di Charles Burmeister (2016)
- Suicide Squad, regia di David Ayer (2016)
- Snowden, regia di Oliver Stone (2016)
- Fast & Furious 8 (The Fate of the Furious), regia di F. Gary Gray (2017)
- Overdrive, regia di Antonio Negret (2017)
- Pacific Rim - La rivolta (Pacific Rim: Uprising), regia di Steven S. DeKnight (2018)
- The Outpost, regia di Rod Lurie (2020)
- La furia di un uomo - Wrath of Man (Wrath of Man), regia di Guy Ritchie (2021)
- Pericoloso (Dangerous), regia di David Hackl (2021)
- I Want You Back, regia di Jason Orley (2022)
- Fast X, regia di Louis Leterrier (2023)
- Alarum, regia di Michael Polish (2025)
- Tin Soldier, regia di Brad Furman (2025)

### Televisione
- Shelter – film TV, regia di Liz Friedlander (2012)
- Chicago Fire – serie TV, 2 episodi (2013)
- Chicago P.D. – serie TV, 1 episodio (2014)

### Videoclip
- Wildest Dreams – Taylor Swift, regia di Joseph Kahn (2015)

## Riconoscimenti
- 2014 – National Board of Review of Motion Pictures
  - Miglior cast per Fury

- Teen Choice Awards
  - 2015 Miglior attore in un film drammatico per La risposta è nelle stelle[10]
  - 2015 Candidatura come miglior stella emergente in un film per La risposta è nelle stelle
  - 2016 Candidatura come miglior attore in un film AnTEENcipated per Suicide Squad

## Doppiatori italiani
Nelle versioni in italiano delle opere in cui ha recitato, Scott Eastwood è stato doppiato da:
- Jacopo Venturiero in Snowden, Fast & Furious 8, Pacific Rim - La rivolta, Fast X
- Andrea Mete in La risposta è nelle stelle, Suicide Squad, La furia di un uomo - Wrath of Man, Dangerous
- Marco Vivio in Overdrive, The Outpost, I Want You Back, 1992
- Paolo Vivio in Chicago Fire, Chicago P.D.
- Stefano Crescentini in Non aprite quella porta 3D
- Gianfranco Miranda in Invictus - L'invincibile
- Fabrizio De Flaviis in Di nuovo in gioco
- Alessio Puccio in Gran Torino
- Gabriele Lopez in Fury
- Davide Capone in Amazing Racer - L'incredibile gara
- Mattia Ward ne La legge dei narcos